# Muckle Roe

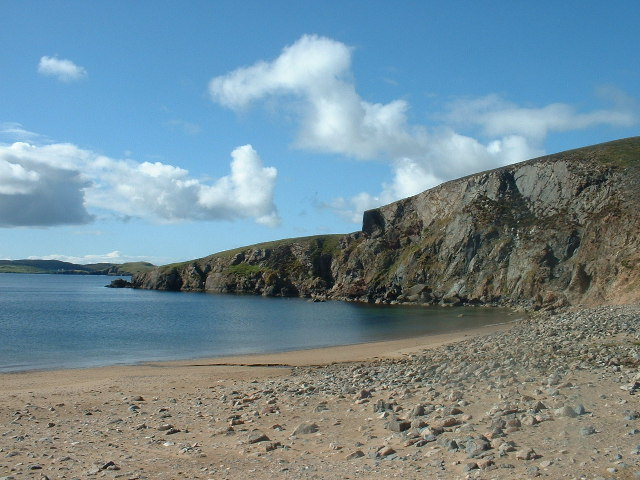
Muckle Ayre, het strand aan de zuidkust

Muckle Roe is een van de Shetlandeilanden. Het bevindt zich ten westen van het hoofdeiland Mainland, waarvan het wordt gescheiden door een smalle zeestraat, de Roe Sound. Muckle Roe ligt in een baai tussen het noordelijke schiereiland Northmavine en het grotere zuidelijke stuk van Mainland, dewelke St Magnus Bay wordt genoemd. Op het nauwste punt is de zeestraat tussen Mainland en Muckle Roe slechts 20 meter breed; een bruggetje maakt de toegang tot het eiland mogelijk. In deze zeestraat ligt nog een klein eilandje. Muckle Roe heeft, wanneer men alle rotsjes in de zee meetelt, een oppervlakte van 18 km² en telt ongeveer 130 inwoners. Het dichtstbijzijnde dorp, op Mainland, is Brae: dit is vanaf Muckle Roe een wandeling van ongeveer 5 kilometer. Het eiland behoort tot de regio Delting, Lunnasting en Nesting.

## Geografie
Muckle Roe is relatief cirkelvormig en nergens breder dan 5 km. Het eiland bestaat hoofdzakelijk uit rood graniet, waaraan het zijn naam dankt. Muckle Roe telt in het binnenland een vijftiental meertjes en heeft vele heuvels. De Mid Ward is met 172 meter het hoogste punt; hierop staat een baken. Alle nederzettingen bevinden zich aan de oost- en zuidkust. Er zijn geen dorpen, alleen losstaande huizen en boerderijen langs de enige weg die het eiland rijk is, en die aan weerszijden doodloopt. Het binnenland van het eiland bestaat uit drassige heide. De noord- en westkust van Muckle Roe bestaan uit spectaculaire rotsen en inhammen in de Atlantische Oceaan. In het noordwesten bevinden zich de zogenaamde hams van Muckle Roe: dit zijn rotsbogen in een baai, die door erosie zijn uitgesleten. Het zuiden van het eiland heeft een zandstrand. In het westen staat een kleine vuurtoren. Over vrijwel het gehele eiland lopen schapen vrij rond, en binnen bepaalde omheinde gebieden komen ook koeien voor. Het eiland is een belangrijke broedplaats voor grote jagers, drieteenmeeuwen en jan-van-genten. Geregeld worden aan de kust grijze zeehonden opgemerkt. Muckle Roe heeft een gematigd Noord-Atlantisch klimaat dat gemiddeld rond 10 °C schommelt; warmer dan 20 °C wordt het zo goed als nooit, kouder dan -5 °C evenmin.

## Geschiedenis
Op Muckle Roe is, voor zover bekend, weinig gebeurd wat historisch belang heeft; er zijn geen archeologische vondsten aangetroffen. Het eiland wordt weliswaar vermeld in de Orkneyinga saga, en er zijn meerdere verlaten boerderijen, die dikwijls niet meer dan een steenhoop in het landschap zijn. De naam is van Oudnoordse origine en betekent ‘grote rode’; mogelijkerwijze was dit de naam in de uitgestorven taal Norn die tot eind 18de eeuw op Shetland gesproken werd. De bevolking stamt dan ook, zoals de rest van de Shetlanders, af van de Vikingen. Het eiland is in de loop der eeuwen gestadig ontvolkt; terwijl het in 1853 nog 290 inwoners telde, waren er dit in 2011 nog slechts 130. Het eiland heeft een kleine begraafplaats met minder dan 100 begravenen.

## Economie en transport
Muckle Roe heeft een economie die vrijwel uitsluitend uit particuliere schapenfokkerij en visvangst bestaat. Op het kleine eilandje in de zee-engte van de Roe Sound kunnen scheepjes aanmeren; de enige toegang over land is de weg naar Brae, van waaruit men grotere dorpen en Lerwick kan bereiken. Muckle Roe telt twee bed and breakfasts. Er zijn geen dienstenbedrijven, noch eetgelegenheden. Tweemaal daags, behalve op zondag, doet een klein busje het eiland aan; dit rijdt naar Brae en biedt aansluiting op grotere bussen. De enige supermarkt in de buurt is een coöperatie annex postkantoor aan het westuiteinde van Brae, en bevindt zich dus niet op Muckle Roe zelf. Het toerisme op Muckle Roe is van verwaarloosbaar belang.